# 장지커
장지커(중국어 간체자: 张继科, 정체자: 張繼科, 병음: Zhāng Jìkē, 1988년 2월 16일 ~ )는 중화인민공화국의 남자 탁구 선수이다. 산둥성 칭다오 출신. 2000년대 후반부터 세계 정상권의 탁구 선수로 이름을 알리고 있으며, 2012년 런던 올림픽 단식에서 왕하오를 꺾고 우승하면서, 남자 탁구 선수로는 4번째로 올림픽·세계선수권·월드컵 단식에서 우승한 경력을 갖게 된 그랜드 슬램을 달성하였다.

## 욕설 논란
2015년 태국 파타야에서 열린 아시아탁구연합(ATTU) 선수권대회 남자단체전 준결승 제3단식에서 한국의 신예 장우진에게 패하고 나흘 뒤 개인전 단식 16강전에서도 거푸 졌다. 그 과정에서 마지막 세트 7-8로 끌려가던 중 장지커는 장우진이 드라이브를 시도하는 과정에서 공이 장우진의 상의에 맞았다고 항의하며, 자신의 판단으로 경기를 중단시켰다. 심판들은 10여 분가량 상의 끝에 장우진의 득점을 인정했으며, 결국 경기를 내준 장지커는 라커룸으로 돌아가면서 장우진을 향해 욕설을 날렸다.